# Katarína Beľová
Katarína Beľová (ur. 1 marca 1984 w Martinie) – słowacka lekkoatletka, biegaczka długodystansowa.
Lekkoatletykę uprawiała już w szkole podstawowej, do poważnych występów sportowych powróciła w 2009, w wieku 25 lat.
Złota medalistka (w drużynie) igrzysk europejskich (2015) – indywidualnie była 6. w biegu na 3000 metrów z przeszkodami.
Wielokrotna medalistka mistrzostw Słowacji.